# Susanna Pedotti
Susanna Pedotti (Milano, 13 settembre 2004) è una nuotatrice artistica italiana.

## Palmarès
- Europei

Funchal 2025: oro nella gara a squadre (programma acrobatico), argento nella gara a squadre (programma libero)

### Coppa del Mondo
- 6 podi:
  - 2 vittorie (2 nella gara a squadre)
  - 2 secondi posti (2 nella gara a squadre)
  - 2 terzi posti (1 nella gara a squadre e 1 nel duo)

#### Coppa del mondo - vittorie
| Data           | Luogo    | Paese  | Disciplina      |
| -------------- | -------- | ------ | --------------- |
| 14 maggio 2023 | Soma Bay | Egitto | Team libero     |
| 3 maggio 2025  | Markham  | Canada | Team acrobatico |